# Baeosemus ibericus
Baeosemus ibericus là một loài tò vò trong họ Ichneumonidae.